# Мавзолей Айкожи
Мавзолей (кумбез) Айкожи (каз. Айқожа Темірұлы кесенесі) — мавзолей, памятник архитектуры Казахстана XVIII-XIX века, расположенный в Жанакорганском районе Кызылординской области в 6 км к югу от железнодорожной станции Бесарык.
В 1982 году мавзолей Айкожи был включен в список памятников истории и культуры Казахской ССР республиканского значения и взят под охрану государства.

## Архитектура
Мавзолей в плане представляет собой квадрат со стороной 5 м, сложен из жжёного кирпича, перекрыт куполом. Интерьер отштукатурен и расписан геометрическим и растительным орнаментом. Мавзолей освещается с помощью четырёх небольших окон, выполненных в восьмигранном барабане купола. Перекрытие входного проёма — балочное.
В помещении установлено надгробие в виде саганы. Стены снаружи укреплены ступенчатым контрфорсом. Нижняя часть памятника высотой 4 м отштукатурена цементным раствором.